# Helle Nielsen (Fußballspielerin)
Helle Nielsen (* 19. Februar 1982) ist eine ehemalige dänische Fußballspielerin.

## Karriere

### Vereine
Nielsen spielte zuletzt in ihrer Jugendzeit und bis ins Jahr 2000 für den Grønbjerg IF Fußball. Im Seniorinnenbereich spielte sie ab 2001 in der 3F Ligaen der höchsten Spielklasse im dänischen Frauenfußball.

### Nationalmannschaft
Als Nationalspielerin debütierte Nielsen in der U17-Nationalmannschaft, die am 14. Mai 1999 gegen die U17-Nationalmannschaft Schwedens in einem internordischen Turnier in Finnland mit 5:6 im Elfmeterschießen unterlegen war, nachdem es nach dem 0:0 keinen Sieger gegeben hatte. Das zweite Turnierspiel am 16. Mai 1999 gegen die U17-Nationalmannschaft Finnlands hingegen wurde mit 3:1 im Elfmeterschießen gewonnen, nachdem es  ebenfalls nach dem 0:0 keinen Sieger gegeben hatte. Nach dem 4:0-Sieg im Freundschaftsspiel gegen die U17-Nationalmannschaft Frankreichs am 5. Juni 1999 kam sie vom 28. Juni bis zum 3. Juli 1999 in vier Spielen im Turnier um den Nordic-Cup in den Niederlanden zum Einsatz, den sie mit ihrer Mannschaft durch ein 8:7 im Elfmeterschießen gegen die U17-Nationalmannschaft Frankreichs gewann.
Für die U19-Nationalmannschaft bestritt sie im Zeitraum vom 1. September 1999 bis zum 28. Juli 2001 acht Länderspiele, davon zwei in Freundschaft ausgetragene (0:4 vs. Schweden; in Karlstad und 0:0 vs. Finnland; in Vanløse). Die restlichen Länderspiele waren vier EM-Qualifikations- und zwei Endrundenspiele. Am 26. Juli war sie mit ihrer Mannschaft mit 0:1 der U19-Nationalmannschaft Norwegens in Moss unterlegen, im Spiel um Platz 3 zwei Tage später in Lillestrøm mit 1:0 siegreich über die U19-Nationalmannschaft Spaniens.
Für die U21-Nationalmannschaft wurde sie in 22 Länderspielen eingesetzt. Gekennzeichnet waren diese von sieben Freundschaftsspielen und von insgesamt 15 Spielen bei vier Teilnahmen um den Open-Nordic-Cup.
Am 17. Oktober 2002 debütierte sie in der A-Nationalmannschaft, die das in Ulm ausgetragene Freundschaftsspiel gegen die Nationalmannschaft Deutschlands mit 0:2 verlor; sie wurde in der 81. Minute für Louise Hansen eingewechselt. Bis zu ihrem letzten Länderspiel für den DBU am 2. November 2006 beim 2:1-Sieg über die Nationalmannschaft Australiens
im Turnier um den Peace Queen Cup in Seoul (3 Spiele), bestritt sie neun weitere Freundschaftsspiele, jeweils zwei Spiele bei ihren beiden Teilnahmen an den Turnieren um den Algarve-Cup 2003 und 2005, den letzten beiden Spielen der EM-Qualifikationsgruppe 2 sowie das letzte Spiel der Gruppe A bei der 1:2-Niederlage gegen die Nationalmannschaft Finnlands während ihrer Teilnahme an der Europameisterschaft 2005 in England. Ihr einziges Länderspieltor gelang ihr am 27. April 2005 in Vildbjerg beim 7:2-Sieg im Freundschaftsspiel gegen die Schweizer Nationalmannschaft mit dem Treffer zum 2:0 in der 36. Minute.

## Erfolge
- Dritter U19-Europameisterschaft 2001
- U16-Nordic-Cup-Sieger 1999